# جون هنريك شرينر
جون هنريك شرينر (بالنرويجية البوكمول: Johan Henrik Schreiner)‏ هو بروفيسور ومؤرخ نرويجي، ولد في 16 نوفمبر 1933.